# Тутмос IV
Тутмос IV (значење: Тот је рођен) је био осми по реду фараон осамнаесте египатске династије. Његово краљевско име било је Менкеперуре („Створен у облику бога Ра“).
Мало се зна о његовој владавини дугој девет или десет година. У осмој години владавине 1393. п. н. е. сузбио је побуну у Нубији. На једној стели се спомиње као „Освајач Сирије“, али о томе не постоје друга сведочанства.
Тутмос IV је довршио обелиск започет у доба Тутмоса III који је са 32 метра висине највиши икад изграђени египатски обелиск. Подигао га је у Храму у Карнаку. Римски цар Константин II га је 357. године пренео у Рим, где се данас налази на Тргу Сан Ђовани.
Тутмос је био сахрањен у Долини краљева, у гробу KV43, али је његово тело склоњено у складиште мумија у гробници KV35, где га је открио Виктор Лоре 1898. Испитивањем мумифицираних остатака утврђено је да је месецима пре смрти био врло болестан и губио на тежини. Наследио га је син Аменхотеп III, којег је имао са својом женом Мутемвијом.